# مرسي أبو مخ
مُرسي أبو مُخ (بالعبرية: מורסי אבו מוך) (ولد في 17 مارس 1973 في باقة الغربية، إسرائيل) هو رئيس بلدية باقة الغربية سابقًا. قبل انتخابه لرئاسة البلدية، عمل كمُحامٍ مُستقلٍ وكاتب عدل لنحو 15 عامًا.

## السيرة الذاتية
ولد في 17 مارس 1973 في باقة الغربية في إسرائيل. التحق بالمدرسة الثانوية الأرثوذكسية العربية في حيفا، وتخرج من كلية الحقوق بجامعة كوفنتري في إنجلترا. أنهى درجة الماجستير في السياسة العامة في مركز هرتسليا متعدد التخصصات. يعمل حاليًا على شهادة الدكتوراه في حل النزاعات بجامعة حيفا، كما أنه يكتب كتابًا حول هذا الموضوع. عمل محاميًا للدفاع الجنائي لمدة 15 عامًا وكان يعمل في مكتب محاماة خاص في باقة الغربية. كما كان عضوًا في المحكمة التأديبية في حيفا لمدة خمس سنوات.